# Comaroma simoni
Comaroma simoni är en spindelart som beskrevs av Philipp Bertkau 1889. 
Comaroma simoni ingår i släktet Comaroma och familjen Anapidae. Inga underarter finns listade i Catalogue of Life.